# Rhyacophila accola
Rhyacophila accola är en nattsländeart som beskrevs av Oliver S. Flint Jr. 1972. Rhyacophila accola ingår i släktet Rhyacophila och familjen rovnattsländor. Inga underarter finns listade i Catalogue of Life.